# Ornitin karbamoiltransferaza
Ornitin karbamoiltransferaza (EC 2.1.3.3, citrulinska fosforilaza, ornitinska transkarbamilaza, OTC, karbamilfosfat-ornitinska transkarbamilaza, L-ornitinska karbamoiltransferaza, -ornitinska karbamiltransferaza, -ornitinska transkarbamilaza, ornitinska karbamiltransferaza) je enzim sa sistematskim imenom karbamoil-fosfat:L-ornitin karbamoiltransferaza. Ovaj enzim katalizuje sledeću hemijsku reakciju
karbamoil fosfat + L-ornitin {\displaystyle \rightleftharpoons } fosfat + L-citrulin
Ovaj biljni enzim takođe katalizuje reakcije EC 2.1.3.6, putrescin karbamoiltransferaze, EC 2.7.2.2, karbamatne kinaze i EC 3.5.3.12 agmatinske deiminaze. On deluje kao putrescinska sintaza, koji konvertuje agmatin [(4-aminobutil)guanidin] i ornitin u putrescin i citrullin, respektivno.

## Literatura
- Nicholas C. Price; Lewis Stevens (1999). Fundamentals of Enzymology: The Cell and Molecular Biology of Catalytic Proteins (Third изд.). USA: Oxford University Press. ISBN 019850229X.
- Eric J. Toone (2006). Advances in Enzymology and Related Areas of Molecular Biology, Protein Evolution (Volume 75 изд.). Wiley-Interscience. ISBN 0471205036.
- Branden C; Tooze J. Introduction to Protein Structure. New York, NY: Garland Publishing. ISBN 0-8153-2305-0.
- Irwin H. Segel. Enzyme Kinetics: Behavior and Analysis of Rapid Equilibrium and Steady-State Enzyme Systems (Book 44 изд.). Wiley Classics Library. ISBN 0471303097.
- William P. Jencks (1987). Catalysis in Chemistry and Enzymology. Dover Publications. ISBN 0486654605.

## Spoljašnje veze
- Ornithine+carbamoyltransferase на 